# Dubreuillosaurus
Dubreuillosaurus byl rod středně velkého až velkého teropodního dinosaurus z čeledi Megalosauridae a podčeledi Afrovenatorinae. Formálně byl popsán roku 2002, nové rodové jméno pak bylo stanoveno o tři roky později. Blízce příbuzným rodem byl například Magnosaurus a Afrovenator.

## Popis
Tento poměrně velký teropod žil v období střední jury na území dnešní Francie. Podle většiny odhadů byl dlouhý asi 5 až 7,6  metru a vážil zhruba 250 kilogramů (v případě menšího mláděte). Lebka byla relativně dlouhá a nízká, pravděpodobně bez výrazných excesivních struktur typu rohů a jiných výrůstků. Přední končetiny byly relativně dlouhé a silné.